# کادیلاک جرونیمو
«کادیلاک جرونیمو» آهنگی از مدرن تاکینگ در آلبوم in the middle of nowhere است که در سال ۱۹۸۶ میلادی منتشر شد.
این تک‌آهنگ در چارت‌های سوئد، اتریش، آلمان، نروژ جزو ده ترانه اول قرار گرفت.